# Nieuport-Delage NiD.650
Dimensions
Le Nieuport-Delage NiD.650 est un hydravion de course extrapolé du Nieuport-Delage NiD.450 fabriqué par la société française Nieuport-Delage pour participer à la Coupe Schneider.

## Conception et développement
Le 8 avril 1930 le premier prototype (NiD-450.01) fit son premier vol, mais en juillet il capota durant le décollage. Le deuxième avion (NiD-450.02) fut utilisé comme avion d'entrainement par les pilotes français. La modification principale était une ouverture beaucoup plus grande dans le nez pour aider au refroidissement du moteur. Une hélice Levasseur à trois pales fut probablement utilisée pour le premier vol le 12 mars. Le Nid-450.02 fut renommé NiD-650.01 et subit de nouveaux essais à Caudebec-en-Caux (juin et juillet 1931) ou Joseph Sadi-Lecointe essaya, en vain, de le faire décoller. Le fort couple d'hélice rendait difficile le maintien en ligne de l'avion au décollage. Pour parer ce problème les stabilisateurs furent modifiés et les flotteurs fonctionnait de manière asymétrique. Les autres tests de décollage qui suivirent restèrent infructueux. Après une autre série de modifications l'appareil fut remorqué jusqu’à Aizier. Le 22 juillet 1931 Fernand Lasne parvint à le faire décoller mais juste après avoir quitté l'eau l'appareil s'écrasa à grande vitesse. Le pilote et l'ingénieur survécurent au crash. La cellule fut récupérée un peu plus tard, le 27 juillet, mais les ailes et les flotteurs, gravement endommagés, furent inutilisables.
Par rapport au NiD-650.01 le NiD-650.02 avait une surface d'aile réduite. Il fut plus tard équipé de flotteurs en duralumin et d'une gouverne plus grande. Ce deuxième exemplaire fut terminé en novembre 1931, alors que la coupe avait déjà été gagnée par le Royaume-Uni, ne volant que deux fois après son premier essai. Il fut lui aussi détruit dans un accident en juillet 1932.
Les NiD-650 devaient être utilisés pour la formation des pilotes et pour la course de 1931 avec différentes motorisations :
- NiD.650.01 (dérivé du NiD.450), moteur Hispano-Suiza 18R, 1 680 ch
- NiD.650.02  (dérivé du NiD.450), moteur Hispano-Suiza 18R, 1 680 ch
- NiD.651, moteur Lorraine 12Rcr Radium, 2 000 ch théoriques
- NiD.652, moteur Renault 12Ncr, 2 000 ch théoriques